# Lou Diamond Phillips
Lou Diamond Phillips, född Louis Upchurch den 17 februari 1962 på Subic Bays flottbas utanför Manila i Filippinerna, är en amerikansk skådespelare och filmregissör.
Han var med i säsong 2 av den amerikanska upplagan av I'm a Celebrity... Get Me Out of Here!
Lou Diamond Phillips tävlade i 2009 World Series of Poker World Championships "No Limit Texas hold 'em" main event och slutade på 186:e plats.

## Filmografi i urval
- 1987 – La Bamba
- 1988 – Young Guns
- 1988 – Vinna eller försvinna
- 1989 – Liberian Girl (musikvideo)
- 1990 – Young Guns II
- 1991 – Det perfekta brottet
- 1996 – I sanningens namn
- 1999 – Brokedown Palace
- 2002 – Malevolent
- 2003 – Absolon
- 2003 – Brottsplats Hollywood
- 2004 – X-Men Legends (röst i datorspel)
- 2005 – X-Men Legends II: Rise of Apocalypse (röst i datorspel)
- 2007 – Psych, avsnitt Psy vs. Psy (gästroll i TV-serie)
- 2019 – Prodigal Son (TV-serie) (20 avsnitt)